# Weihnachtshochwasser 2023/2024

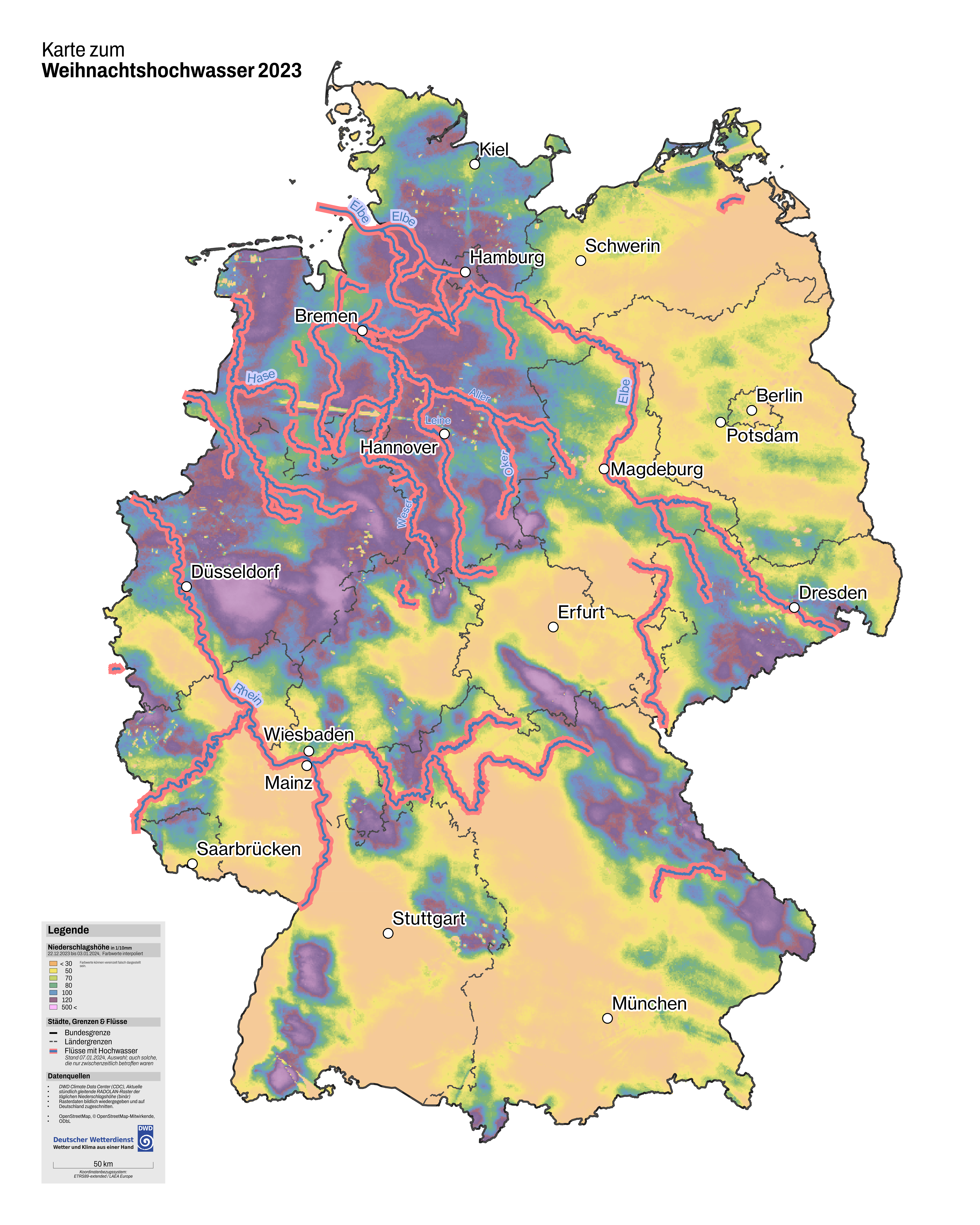
Niederschlagskarte Deutschlands 22. Dezember 2023 bis 4. Januar 2024 mit Auswahl betroffener Flüsse

Das Weihnachtshochwasser 2023/2024 war ein Hochwasser, das mit lokalen Schwerpunkten in Teilen Norddeutschlands, insbesondere Niedersachsens, sowie Sachsen-Anhalts, Thüringens und Nordrhein-Westfalens auftrat, jedoch auch einige andere Landesteile betraf. Etwa ab Weihnachten 2023 kam es infolge starker Regenfälle, die auf bereits gesättigte Böden trafen, teils zu großflächigen Überschwemmungen, die bis in den Januar 2024 anhielten. Mehrere Ortschaften mussten evakuiert werden, verschiedene Talsperren waren vollständig gefüllt und führten Wasser über ihre Hochwasserentlastungen ab.

## Hintergrund

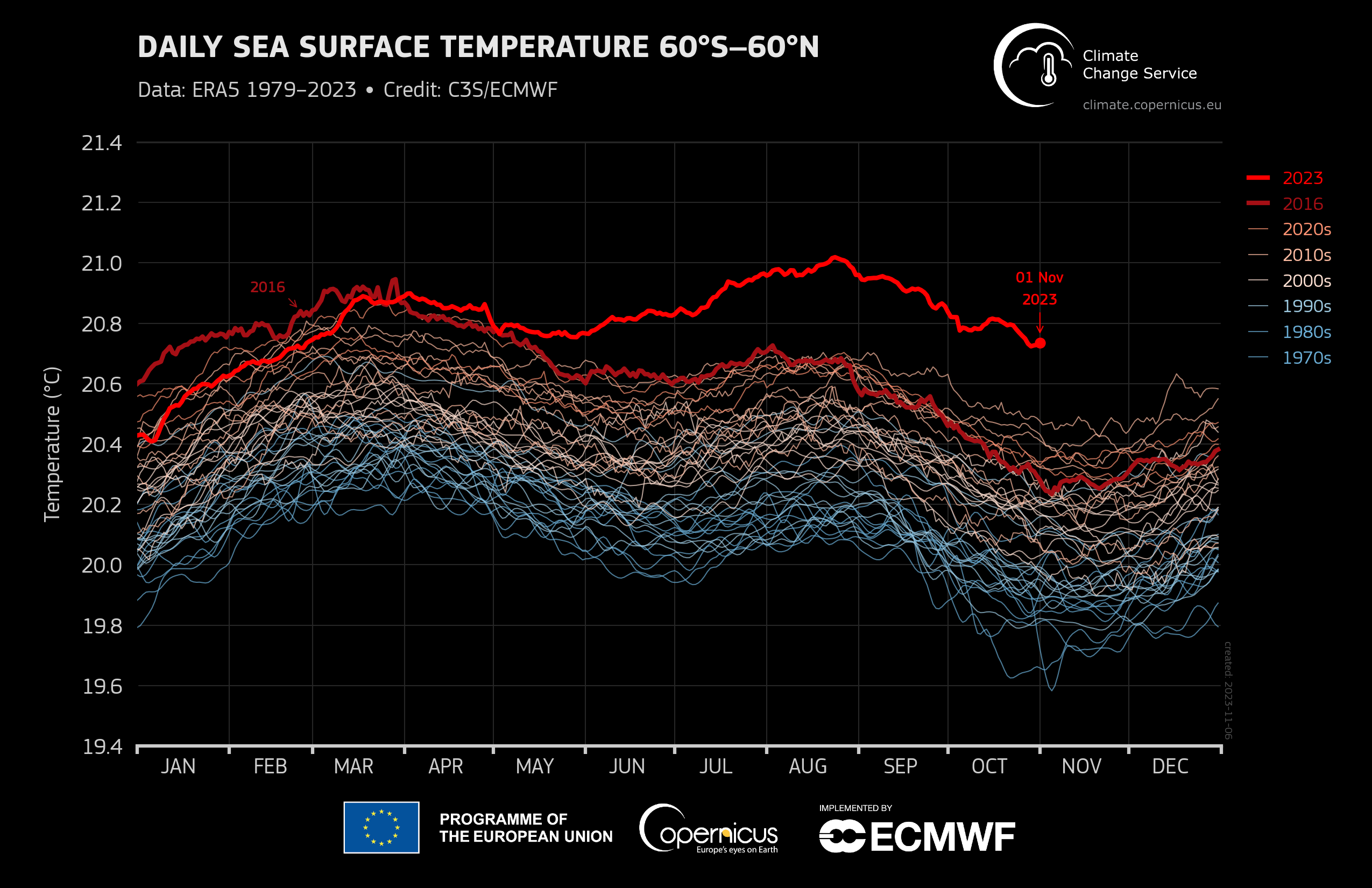
Entwicklung der Meeresoberflächentemperatur 1979–. Die Meeresoberflächentemperatur 2023 lag weit oberhalb der bisher gekannten Bandbreite.

Als Folge des menschengemachten Klimawandels werden Extremwetterereignisse weltweit häufiger und intensiver. Das Jahr 2023 war bereits in anderen Teilen der Welt von zahlreichen außergewöhnlichen Wetterereignissen geprägt, von denen sich viele mithilfe der Zuordnungsforschung auf den Klimawandel zurückführen ließen. Ungewöhnliche Überschwemmungen gab es in Europa etwa im Mai in Italien, im August in Österreich und Slowenien und im September in Griechenland. Im November und Dezember kam es in der Schweiz zu außergewöhnlichen Hochwassern. Modellrechnungen zeigen, dass die Wahrscheinlichkeit für Starkregen und Überschwemmungen durch den Klimawandel auch in Deutschland steigt und diese häufiger und intensiver vorkommen, Niederschläge die sich vom Sommer in den Winter verschieben und Niederschläge seltener in Form von Schnee, sondern von Regen auftreten. Eine wichtige Rolle spielen dabei die Meeresoberflächentemperaturen, die sich seit März 2023 beständig auf höherem Niveau als bisher gemessen bewegen. Aus diesen rekordwarmen Meeren verdunstet Wasser stärker, es bildet sich darüber daher wärmere Luft mit mehr absoluter Feuchte, also mehr Wasserdampfgehalt. Aus solcher Luft kann mehr flüssiges Wasser kondensieren und – auch über Land – abregnen. Dabei entsteht auch mehr Kondensationswärme, die über Thermik das Wettergeschehen antreibt.
Bereits Anfang Dezember kam es zu extremen Niederschlägen; so wurde beim Wintereinbruch in Süddeutschland im Dezember 2023 in München die größte Schneemenge seit Beginn der Wetteraufzeichnung erreicht und in Niedersachsen fielen im Dezember etwa 45 Prozent mehr Regen.
Der Klimaforscher Stefan Rahmstorf schrieb angesichts des Hochwassers am Heiligen Abend: „Extremniederschläge nehmen durch die Erderwärmung weltweit und auch bei uns zu. Davor warnen Klimaforscher seit über 30 Jahren; längst bestätigen das die Daten von Wetterstationen.“

## Verlauf
Angesichts anhaltender Regenfälle und dadurch bedingt gesättigter Böden war bereits vor Weihnachten 2023 die Hochwasserlage in zahlreichen Regionen Deutschlands angespannt. Kurz vor Weihnachten kam es in Teilen Deutschlands zu ergiebigem Dauerregen, der über mehrere Tage anhielt.
Ursache war eine länger anhaltende Westwindlage infolge des starken Jetstreams, die zahlreiche Tiefdruckgebiete vom Nordatlantik nach Europa brachte. Vor und über Weihnachten kam es schließlich im Bereich einer Luftmassengrenze, an der feuchtwarme Subtropenluft auf kalte Luft über Deutschland traf, zu sehr starken Regenfällen. Die Meteorologin und Klimatologin Daniela Jacob beurteilte das Ausmaß des Hochwassers Anfang Januar als „sehr ungewöhnlich“.
Am 22. Dezember wurde der Copernicus Emergency Management Service zur Satellitenbeobachtung eines prognostizierten Überschwemmungsgebiets in Niedersachsen aktiviert. Am 29. Dezember bat das Land Niedersachsen die Bundeswehr um Amtshilfe. Am 30. Dezember aktivierte Deutschland den Europäischen Katastrophenschutzmechanismus und der Landkreis Mansfeld-Südharz rief den Katastrophenfall aus. Am 1. Januar 2024 löste der Deutsche Wetterdienst für 49 Landkreise Unwetterwarnungen sowie Warnungen von markantem Wetter aus, da vom 2. bis 4. Januar mit ergiebigem Dauerregen mit Niederschlagsmengen von bis zu 90 l/m² zu rechnen war, wobei diesmal auch die Südhälfte Deutschlands betroffen war. Das Land Niedersachsen bekam nach Anforderung vom 2. Januar 2024 über die Europäische Kommission ein 1,2 Kilometer langes mobiles Deichsystem des Europäischen Katastrophenschutzmechanismus aus Frankreich geliefert, das in Winsen (Aller) zum Einsatz kam. Frankreich, das ebenfalls von Hochwasser betroffen war, forderte am 2. Januar über den Katstrophenschutzmechanismus sechs Hochleistungspumpen an. Am 3. Januar wurde für das Saarland eine Satellitenkartierung über Copernicus angefordert. Bis zum 4. Januar hatte Niedersachsen seine eigenen Sandsackbestände in Höhe von ca. 1,9 Mio. Stück fast komplett aufgebraucht und weitere Lieferungen von ca. 1,5 Mio. Sandsäcken aus anderen Bundesländern erhalten.
Am 4. Januar kam es zu weiteren Hochwasserereignissen im Westen, Süden und der Mitte Deutschlands. Im Norden und Osten von Bayern stiegen Flüsse an, mehrere Pegel überstiegen die Meldestufe 3. Im Saarland kam es zu zahlreichen Feuerwehreinsätzen, auch in Hessen warnten Behörden vor steigenden Pegeln in Fulda (Fluss) und Lahn, ähnliches galt für große Flüsse wie Rhein, Main und Neckar.
Mit Stand 12. Januar lagen manche Pegel in Niedersachsen noch immer oberhalb der höchsten Meldestufe, aufgrund tendenziell fallender Pegel gaben Behörden aber erste vorsichtige Entwarnung. Erwartet wurde zu diesem Zeitpunkt, dass die Pegelstände weiter sinken und im Laufe der darauffolgenden Woche unter die Meldestufen fallen werden. Der Landkreis Mansfeld-Südharz hob am gleichen Tag den Katastrophenfall nach 14 Tagen auf, da keine akute Gefahr mehr bestehe. Die eingesetzten Sandsäcke würden aber vorerst an Ort und Stelle bleiben.
Wegen des erneuten Ansteigens der Pegelstände in den Einzugsbereichen der Weser und der Aller infolge häufiger und intensiver Regenfälle wurde bis zum 13. Februar 2024 an einigen Pegeln der Weser Warnstufe 2 und an vielen Pegeln der Aller Warnstufe 3 ausgerufen.

## Betroffene Gebiete

### Deutschland
Betroffen vom Weihnachtshochwasser waren insbesondere Gebiete an der Elbe und ihren Nebenflüssen in Hamburg, Sachsen und Sachsen-Anhalt sowie an der Weser und ihren Nebenflüssen in Bremen, Niedersachsen und Nordrhein-Westfalen sowie in den Einzugsbereichen der Ems und der Hase in Niedersachsen und in Nordrhein-Westfalen.

#### Bayern

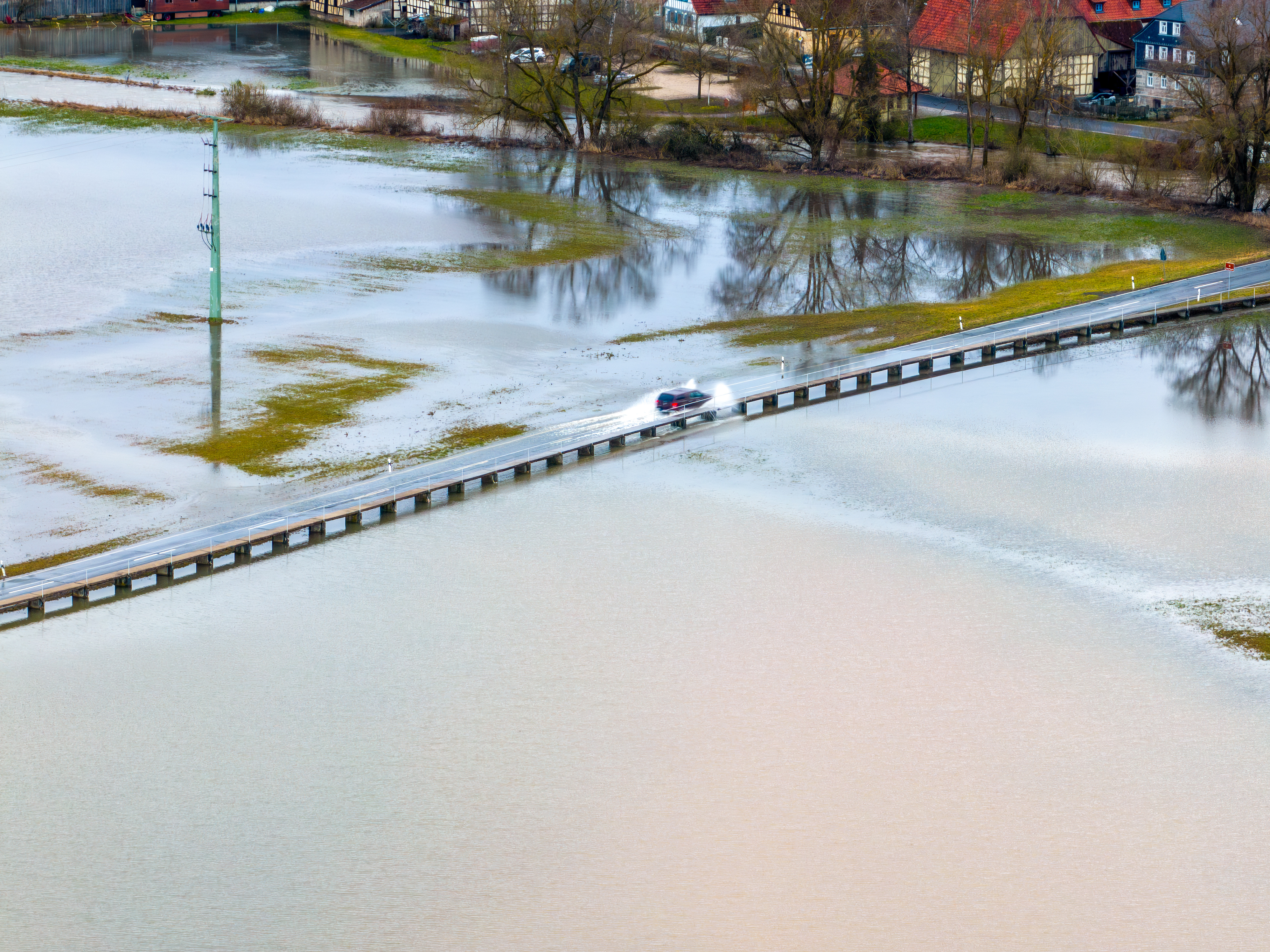
Hochwasser im Itzgrund im Landkreis Coburg, 28. Dezember 2023

In Bayern lag der Hochwasserschwerpunkt mit Stand vom 4. Januar 2024 an der Fränkischen Saale. In Wolfsmünster wurde die Meldestufe 4 überschritten, in Bad Kissingen lagen die Pegel knapp darunter. Weitere betroffene Regionen waren die Gegend um Coburg, Kronach, Lichtenfels, Kulmbach und Bayreuth, der Norden Unterfrankens sowie der Landkreis Cham im Bereich des Regens. In Unterfranken und Oberfranken wurden zahlreiche Straßen überflutet, Bäume fielen um. Nahe Rieneck waren Bahngleise nur noch einseitig befahrbar.

#### Bremen
- Bremen: In Teilen von Borgfeld, insbesondere Timmersloh, drohten Deichbrüche.[23]

#### Niedersachsen

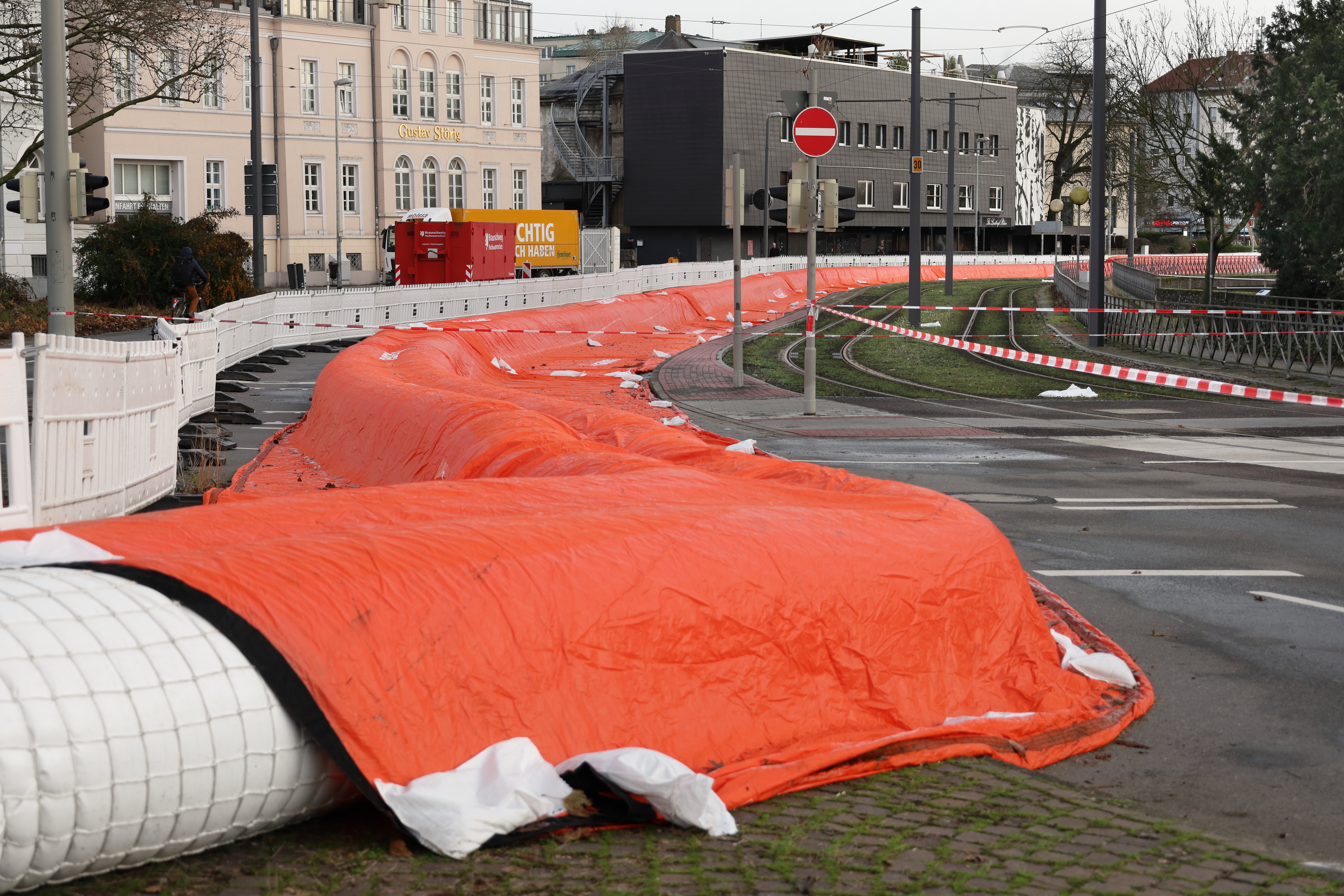
Mobiler Deich in Braunschweig nahe der Oker

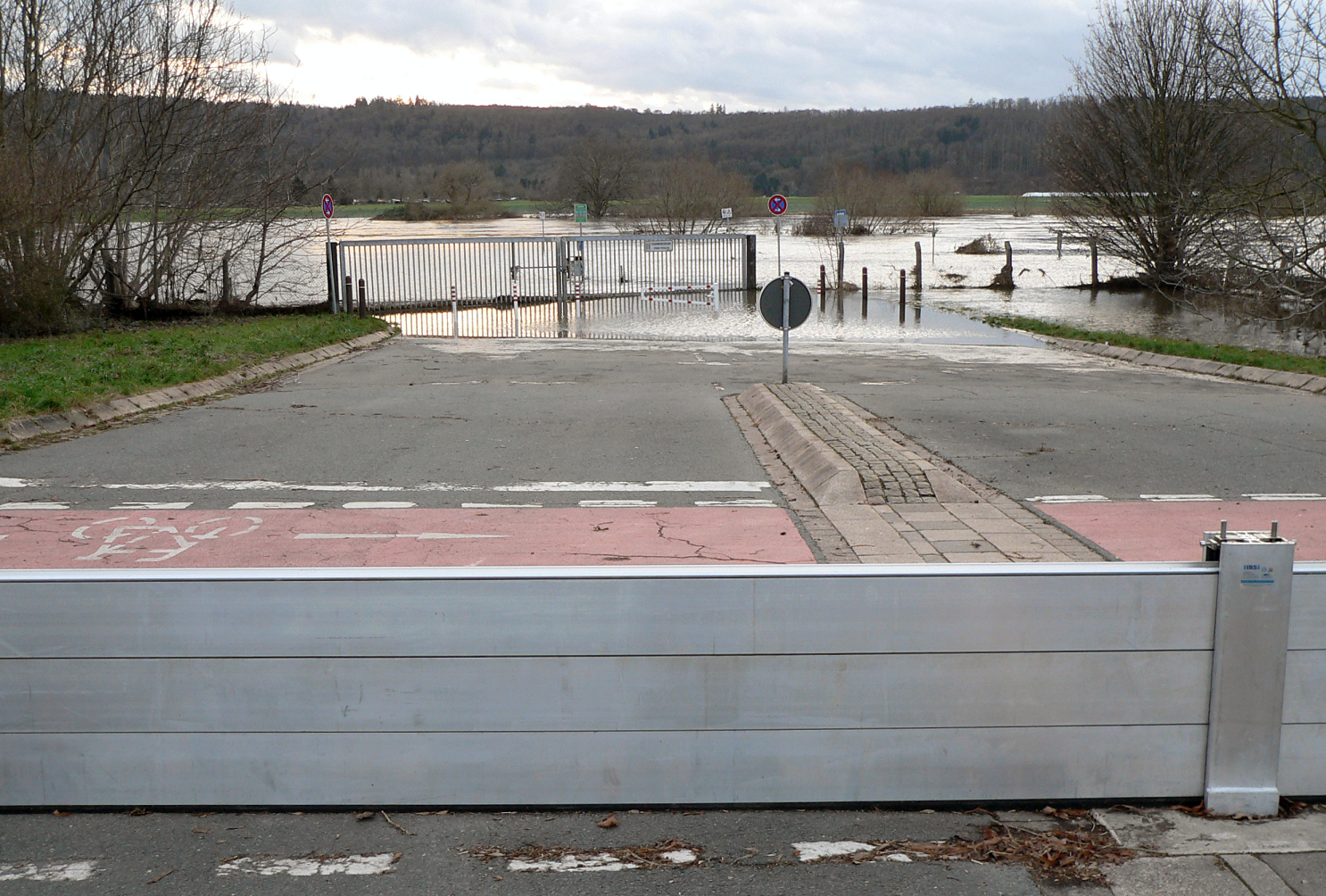
Weser in Hameln: Hochwasserbedingte Sperrung an der Fischbecker Landstraße

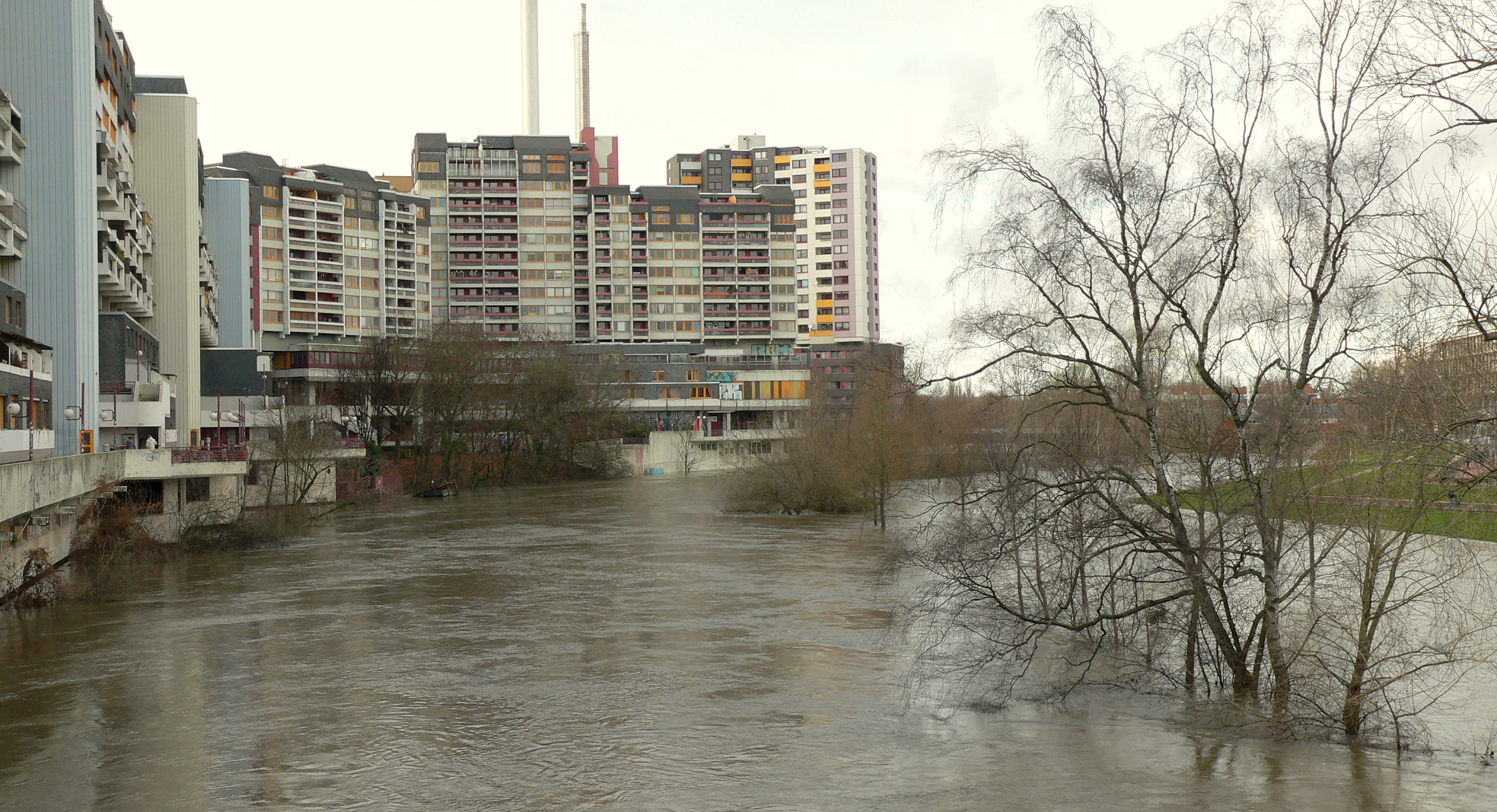
Die über die Ufer getretene Ihme am Ihme-Zentrum in Hannover

In Niedersachsen waren die Pegelstände von Mittelweser und der Unterläufe von Aller, Leine und Oker besonders betroffen. Die Landkreise Celle, Hildesheim und Emsland riefen Ende 2023 die Meldestufe „außergewöhnliches Ereignis“ als Vorstufe des Katastrophenfalls aus. Später kamen die Landkreise Heidekreis, Oldenburg, Osterholz, Verden und die Stadt Oldenburg hinzu. Die Innerstetalsperre und die Okertalsperre sowie das Hochwasserrückhaltebecken Salzderhelden waren zeitweise vollständig gefüllt.
- Braunschweig: Ein etwa 500 Meter langer mobiler Deich wurde im Bereich der südlichen Innenstadt aufgebaut. Tiefgelegene Parks und Straßenzüge sowie einige Orte südlich Braunschweigs waren von der Oker teilweise überflutet.[28] Am 12. Februar 2024 legte die Stadt Braunschweig der Öffentlichkeit als eine der ersten Gebietskörperschaften einen „Kurzbericht Weihnachtshochwasser 2023“ vor. Dieser enthielt Angaben über den Verlauf und die Einordnung des Hochwassers, den Ablauf des Einsatzes der Hochwasserschützer sowie Erkenntnisse aus dem Hochwasser.[29]
- Celle: Die Aller und Fuhse übertraten an vielen Stellen in Celle die Ufer und überschwemmten diverse Straßen.[30] Im Bereich des Osterdeichs wurde vom THW als Antwort auf ein internationales Hilfsgesuch des Landes Niedersachsen ein 1,5 km langer mobiler Deich eingesetzt.[31][32]
- Region Hannover: Die Pegelstände der Flüsse Leine und Ihme erreichten im Stadtgebiet Hannovers Extremwerte, etwa an der Messstation Hannover-Herrenhausen, wo die dritte Meldestufe überschritten war.[33] Durch das Hochwasser der Leine wurden mehrere Straßen gesperrt.[23] Auch in anderen Teilen der Region Hannover kam es zu Straßensperrungen, etwa in Neustadt am Rübenberge und Seelze, sowie zu Stromausfällen in Teilen von Isernhagen.[33] Durch die überflutete Leinemasch in Garbsen standen mehrere Straßen unter Wasser, das unmittelbar an Wohnhäuser heranreichte.[34]
- Hatten: Das Hochwasser überschwemmte im Barneführer Holz 300 ha Wald. Für die Hochwasserbekämpfung mussten Hubschrauber der Bundespolizei eingesetzt werden.[35] Teile des Waldes waren noch Ende Januar 2024 überschwemmt.[36]
- Hodenhagen: Im Serengeti-Park waren weite Teile des Parkgeländes von der Meiße, einem Nebenarm der Aller, überflutet, sodass Tiere umgesiedelt werden mussten.[37]
- Lilienthal: Nach einem Deichriss des Flusses Wörpe wurden Teile der Gemeinde Lilienthal bei Bremen evakuiert.[23] Ab dem 1. Januar wurden große Teile des evakuierten Bereichs wieder freigegeben.[38]
- Löningen-Evenkamp/Ehren: Ein Deich an der Hase brach und Wald- und Wiesenflächen wurden überschwemmt; mehrere Straßenbrücken über den Fluss wurden gesperrt.[39]
- Meppen: Einige Stadtteile wurden von der Ems überflutet und verschiedene Straßen überschwemmt. Einsatzkräfte errichteten einen mobilen Deich.[40]
- Northeim: Die Rhume erreichte wegen der Zuflüsse von Oder und Söse in Northeim einen Wasserhöchststand von 3,40 m. Bei einem Deichbruch floss das Wasser der Rhume in den Northeimer Freizeitsee, woraufhin der Nordhafen evakuiert wurde. Viele Straßen im Umland waren wegen Hochwasser und Überspülungen gesperrt.[41] Gasleitungen wurden unterspült und mussten außer Betrieb genommen werden.[42]
- Oldenburg: In der Stadt wurde Anfang Januar zum Schutz von Wohngebieten eine gezielte Deichöffnung an der Hunte mit Hilfe eines Baggers geplant,[43] notfalls auch durch eine Sprengung.[44]
- Osterode am Harz: Die Sösetalsperre und die Odertalsperre bei Bad Lauterberg im Harz erhöhten ihre Unterwasserabgabe deutlich, da der Füllstand beider Stauseen wegen der Regenfälle bei bis zu 98 % gelegen hatte.[45] Dadurch stiegen die Pegel der Oder und Söse stark an. In Katzenstein verließ die Söse das Flussbett und der Ort musste durch zusätzliche Schutzdämme gesichert werden.[46]
- Rinteln: Etwa 100 Bewohner der Stadt Rinteln mussten ihre Häuser verlassen; die Dämme der Weser waren aufgeweicht.[9]
- Sarstedt: Die Stadt Sarstedt, in der die Flüsse Innerste und Leine zusammenfließen, war vom Hochwasser besonders betroffen.[23]
- Verden: In der Nähe von Verden wurden Deiche durch das ansteigende Wasser der Aller beschädigt, sodass ein Campingplatz im Deichvorland evakuiert werden musste. Der Ortsteil Eissel, wo Aller und Weser zusammenfließen, wurde vom Hochwasser umschlossen.[47]
- Winsen (Aller): Die Gemeinde Winsen musste wegen des Aller-Hochwassers zum Teil evakuiert werden und 300 Menschen verließen ihre Wohnungen.[23] Hier verlegten Hydrologen und Pioniere des französischen Bevölkerungsschutzes einen mobilen Deich, der aus einem wassergefüllten Schlauch bestand. Diesen hatte Niedersachsen über das EU-Katastrophenschutzverfahren aus Frankreich angefordert.[48]

#### Nordrhein-Westfalen

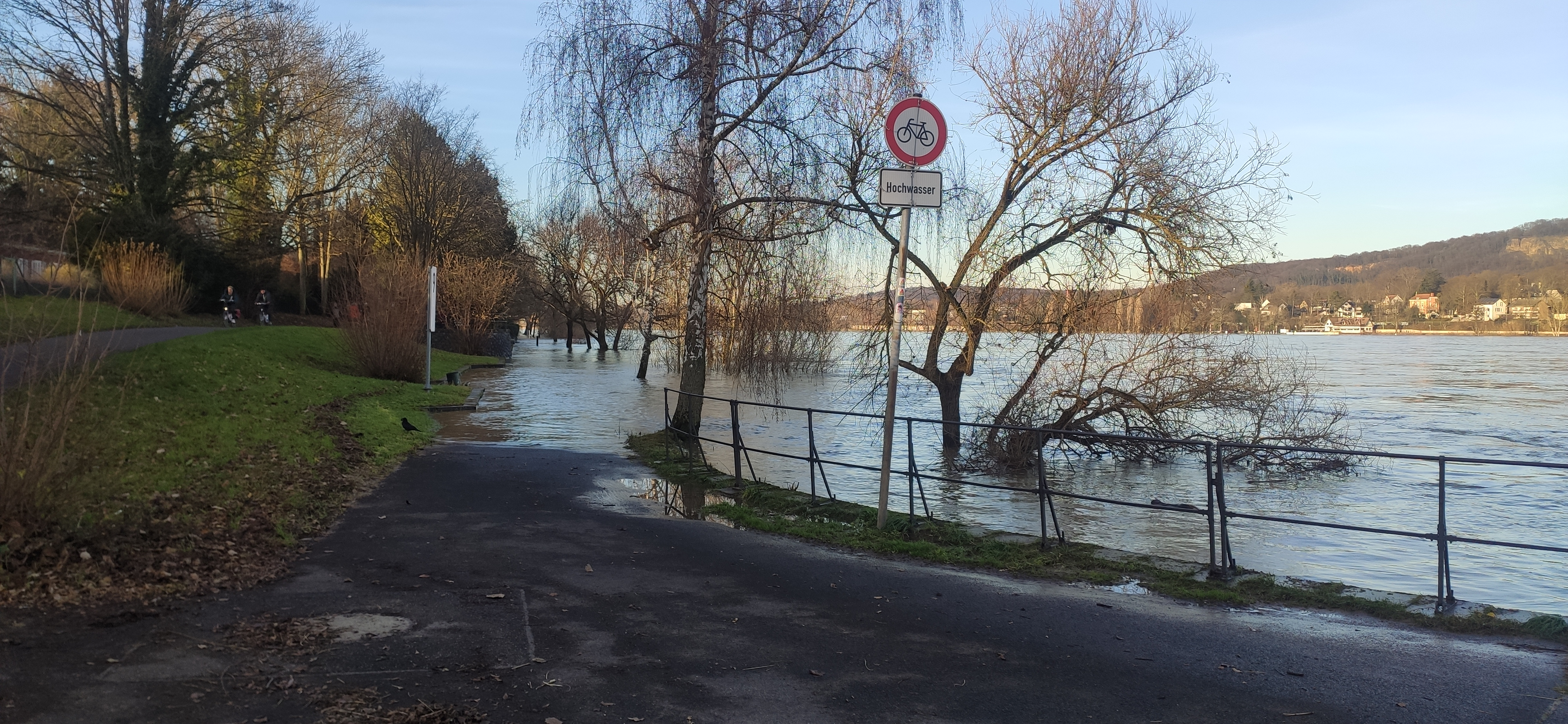
Der über die Ufer getretene Rhein in Bonn

- Bad Oeynhausen: 15 Wohnhäuser im Ortsteil Dehme von Bad Oeynhausen wurden vom Weserhochwasser eingeschlossen.[49]
- Emsdetten: Der Pegel der Ems und der Pegel des Emsdettener Mühlenbachs, der in die Ems mündet, waren über Weihnachten stark gestiegen und hatten ufernahe Flächen und Wirtschaftswege überflutet.[50][51]
- Greven: Der Pegel der Ems erreichte am 26. Dezember einen Wert von 7,74 m.[52]
- Minden: Die Weser erreichte ihren höchsten Stand seit 1947, mehrere Straßen und der Großparkplatz Kanzlers Weide am rechten Weserufer wurden gesperrt sowie mehrere Keller überflutet.[53] Die Stadtwerke Minden riefen ab dem 29. Dezember wegen Verunreinigung einiger Trinkwasserbrunnen durch das Weserhochwasser ein Abkochgebot für betroffene Stadtbezirke aus.[54]
- Münster: Besonders der Südosten der Stadt wurde von den Flüssen Werse und Angel, die neue Rekordpegelstände erreichten, überflutet.[55]
- Rheine: In Rheine stieg der Pegel der Ems am 27. Dezember auf 8,15 m und erreichte damit fast den Stand vom Hochwasser 1960. Die Flächen an der Ems glichen einer Seenlandschaft.[56]
- Vlotho: Mit 250 Einsatzkräften wurde ein Deichbruch verhindert, der eine Firma im Hochwassergebiet überflutet hätte.[57]

#### Sachsen
- Dresden: Am 28. Dezember wurde mit der Überschreitung der 6-Meter-Marke an der Elbe gerechnet, jedoch wurde am 29. Dezember der vorläufige Höchststand mit 5,95 m erreicht, was einem Durchfluss von 1.640 m³/s entspricht.[23][58]

#### Sachsen-Anhalt
- Kelbra (Kyffhäuser): Die Talsperre Kelbra erreichte ihre Kapazitätsgrenze und erhöhte den Abfluss in die Helme. Die 180 Einwohner des Ortsteils Thürungen wurden zum Verlassen ihrer Häuser aufgefordert.[59]
- Magdeburg: Zum Schutz von Magdeburg und umliegender Ortschaften wurde am 28. Dezember das Pretziener Wehr geöffnet, wodurch eine Umleitung eines Drittels des Elbwassers in den Elbe-Umflutkanal erfolgte.[23]

#### Thüringen

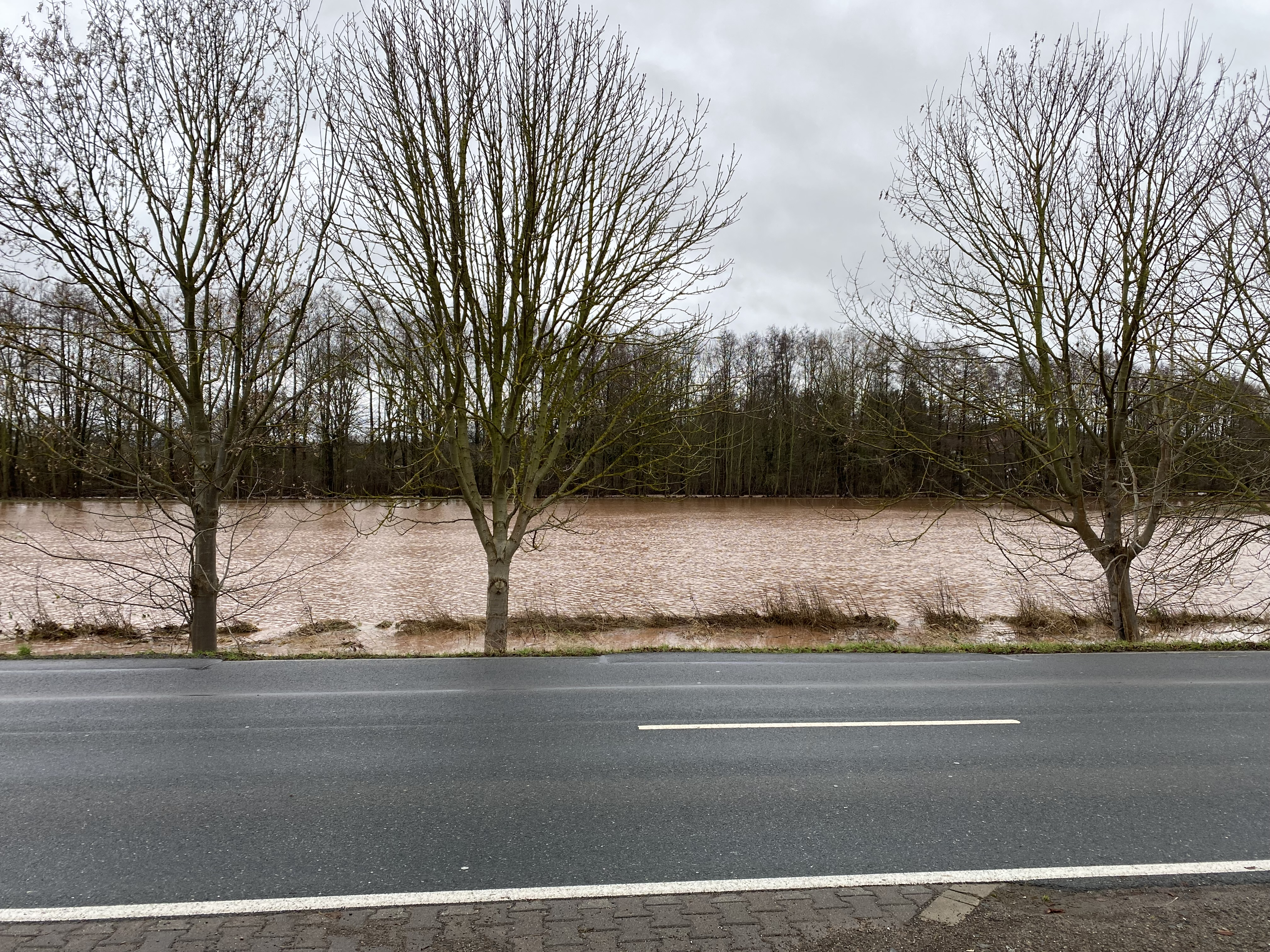
Von der Helme überflutetes Feld in Hesserode bei Nordhausen

- Kyffhäuserkreis: An der Landesgrenze zwischen Thüringen und Sachsen-Anhalt wurde bei Mönchpfiffel-Nikolausrieth der Helme-Deich geöffnet, nachdem die Öffnung der Talsperre Kelbra den Pegel des Flusses stark ansteigen lassen hatte.[60]
- Heringen/Helme: Der Ortsteil Windehausen wurde zu großen Teilen evakuiert und ein Betretungsverbot wurde verhängt; 400 bis 500 Menschen mussten ihre Häuser verlassen.[61]
- Hildburghausen: Ein Mann starb, als er beim Regulieren eines Wehres in einen Nebenfluss der Werra stürzte.[62]

### Belgien
Auch in Belgien gab es Ende Dezember 2023 und Anfang Januar 2024 lang andauernde Regenfälle, in Ostflandern und im Süden des Landes auch Starkregenereignisse. Im Ourtal in der Nähe des Dreiländerecks Belgien – Deutschland – Luxemburg wurde die „Warnstufe Rot“ ausgerufen.

### Frankreich
In Nordfrankreich gab es seit Ende Dezember Hochwasserwarnungen. Die meisten Flüsse, darunter die Aa, erreichten ihren höchsten Pegelstand am 3. Januar. Rund 190 Gemeinden im Département Pas-de-Calais waren mit mindestens 1299 beschädigten Häusern von Hochwasser betroffen. 371 Menschen wurden evakuiert. Teilweise kam es zu Stromausfällen, die etwa 500 Personen betrafen. In den Gemeinden Rebreuve-Ranchicourt, Hermin, Caucourt und Gauchin-Légal wurde der Wasserzugang für etwa 2100 Personen beschränkt. Eine Person kam durch das Hochwasser ums Leben.

### Niederlande
Am 2. Januar 2024 brach bei Maastricht ein Deich der Maas. Der Wasserstand der Maas war durch viel Regen in Frankreich und den belgischen Ardennen stark angestiegen. An der Overijsselse Vecht, dem Unterlauf der aus Deutschland einströmenden Vechte, erreichten die Pegelstände Rekordhöhen. Sehr hoch war auch der Pegelstand am Übergang des Rheins von Deutschland in die Niederlande.

### Tschechien

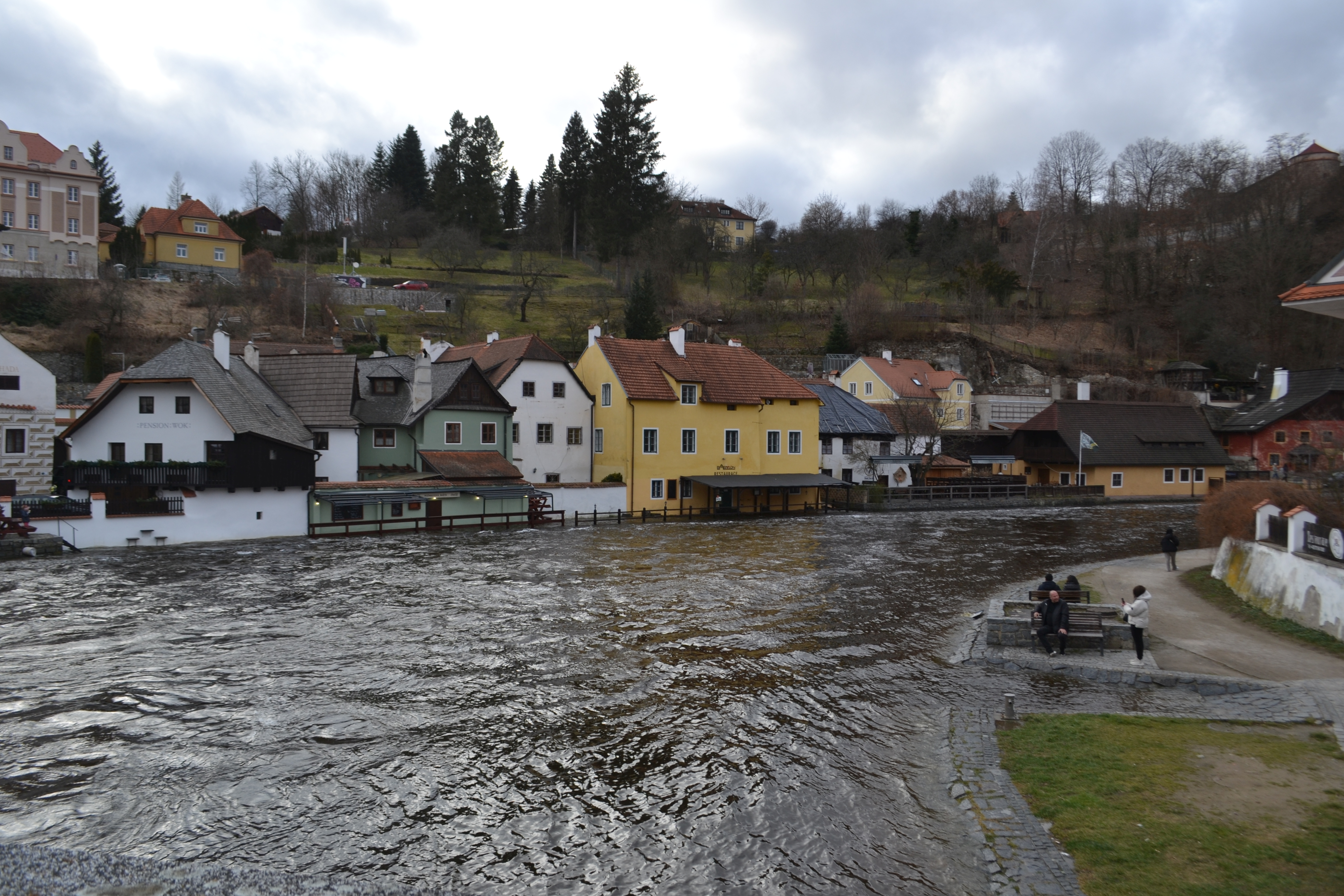
Überflutete Altstadt von Český Krumlov

Der Stausee Lipno war unter Höchststau und ließ am Stausee Lipno II Wasser mit dem Überlauf ab. Die unterhalb liegende Stadt Český Krumlov war vom Hochwasser der Moldau massiv betroffen. Zahlreiche Häuser in Ufernähe waren überschwemmt.

## Auswirkungen

### Land- und Forstwirtschaft
Da es im Flachland vor allem entlang der Flüsse Weser, Aller und Ems viele schwere Böden mit Staunässe gibt, traten dort gehäuft Schwierigkeiten mit Getreidekulturen auf. Die Saat verfaulte auf den durchnässten und überfluteten Feldern. Der Schadensumfang ist erst nach dem Rückgang des Wassers zu beurteilen.
In Wäldern und in der Nähe von Deichen wurden zum Jahreswechsel 2023/2024 Bäume durch das anhaltende Hochwasser geschädigt. Der durchnässte Boden verringerte die Standfestigkeit vieler Bäume. Aus der Nähe von Deichen mussten aus Sicherheitsgründen teilweise Baumreihen entfernt werden. In Lilienthal standen zwei Wälder wochenlang unter Wasser. Die Standfestigkeit der Bäume war so stark gefährdet, dass ein Betretungsverbot ausgesprochen wurde.

### Parkanlagen
Durch den Niederschlag wurden in Hannover Teile der Herrenhäuser Gärten, deren Großer Garten zu den bedeutendsten Barockgärten Europas zählt und 11.000 verschiedene Pflanzen beherbergt, überflutet, so dass während des Hochwassers mit dem Absterben vieler Pflanzen gerechnet wurde.

### Wildtiere
Das Hochwasser beeinträchtigte die Wildpopulationen in den betroffenen Gebieten, indem es im Flachland durch die starke flächenmäßige Ausbreitung der Wassermassen deren Lebensräume verkleinerte und die Nahrungsversorgung einschränkte. Insbesondere Maulwürfe nutzen oft Deiche als hoch gelegene Zufluchtsorte und destabilisieren sie durch neue Bauten. Deswegen waren Kontrollgänge auf besonders für Deichbrüche anfälligen Deichabschnitten, wie auf dem Hunte-Abschnitt zwischen Sandkrug und Bümmerstede, erforderlich.
Jäger aus dem Umland von Bremen berichteten, dass sie wegen der Seuchengefahr eine Vielzahl verendeter Wildtiere nach dem Ablaufen des Wassers hätten einsammeln und entsorgen müssen. Viele Rehe hätten eine Zuflucht auf einer erhöhten, trockenen Stelle eines Weges gefunden, seien dort aber von Spaziergängern aufgescheucht worden und aufs dünne Eis geflüchtet, in das sie eingebrochen seien.

## Staatliche Hilfen und Schadensersatz
Am 7. Februar 2024 beschloss der Niedersächsische Landtag einen Nachtragshaushalt in Höhe von 111 Millionen Euro für Hochwasserschäden und Kosten bei der Hochwasserbekämpfung. In einer Schadensbilanz bezifferte das Land Niedersachsen den entstandenen Schaden mit 161 Millionen Euro.
Der Gesamtverband der Deutschen Versicherungswirtschaft geht davon aus, dass das Hochwasser in Nord- und Mitteldeutschland zu versicherten Schäden von etwa 200 Millionen Euro geführt hat.

## Einordnung und Bewertung des Hochwasserereignisses
Ein Hauptgrund dafür, dass das Weihnachtshochwasser 2023 deutlich glimpflicher ausging als frühere Extremhochwasserereignisse, war laut der Deutschen Vereinigung für Wasserwirtschaft, Abwasser und Abfall (DWA) die Vorhersehbarkeit eines Großteils der Ereignisse gewesen, insbesondere aufgrund qualitativ hochwertiger Wettervorhersagen. Auch habe sich die Vorbereitung auf die erwartbare Hochwasserlage im Vergleich zu früher verbessert.
Holger Schüttrumpf, Institutsleiter für Wasserbau und Wasserwirtschaft an der RTHW Aachen, bewertete Anfang Januar 2024 das aktuelle Flutgeschehen in Deutschland als „zwar sehr großflächig, aber zum Glück nicht dramatisch“. Es sei sehr viel Wasser in den betroffenen Gebieten im Land, „aber eben auch auf einer sehr großen Fläche“. Die Flutwellen hätten sich vor dem Jahreswechsel 2023/2024 über Tage und nicht wie 2021 über wenige Stunden aufgebaut. Das habe den Behörden Zeit gegeben, die Menschen vorzuwarnen und Katastrophenschutzkräfte und -material zu aktivieren. Die Experten der DWA zeigten sich überrascht von der großen Zahl aufgeweichter Deiche, auch wenn es kaum Deichüberströmungen gegeben habe. Zukünftig sollten in Bereichen mit einer großflächigen Ausdehnung des Hochwassers wie zum Jahreswechsel 2023/2024 die meteorologisch-hydrologischen Ansätze zur Vorbeugung von künftigen Hochwasserereignissen überprüft werden.
Der Westdeutsche Rundfunk kritisierte am 11. Januar 2024, dass von dem 2014 beschlossenen „Fahrplan“ zur Sanierung von Deichen in Nordrhein-Westfalen viele Maßnahmen 2024 „immer noch nicht umgesetzt“ worden seien. Umweltminister Oliver Krischer sehe „bei der Hälfte der Deichkilometer in NRW Handlungsbedarf.“ Im Januar 2024 bezeichnete die NRW-Landesregierung das Hochwasser als „eines der schwersten seit Jahrzehnten“.

## Ehrungen
Der Bundespräsident lud Anfang 2024 rund 50 Einsatzkräfte zum Neujahrsempfang in seinen Amtssitz ein.
Einsatzkräften im Burgenlandkreis (Sachsen-Anhalt) wurde eine vom André Schröder (Landrat Mansfeld-Südharz) gestiftete Bandschnalle Helme-Hochwasser 2023/2024 verliehen.
An Einsatzkräfte der Freiwilligen Feuerwehren, des Technischen Hilfswerkes und des Deutschen Roten Kreuzes im Landkreis Hameln-Pyrmont (Niedersachsen) verlieh ihr Landrat Dirk Adomat die Hochwasser-Bandschnalle 2023 des Landkreises Hameln-Pyrmont.
Die Niedersächsische Landesregierung veranschlagte insgesamt 3 Millionen Euro für Dankesveranstaltungen für Einsatzkräfte und stiftete die Hochwasser-Ehrennadel 2023 mit Bandschnalle für 55.000 Einsatzkräfte, die kumuliert je mindestens 24 Stunden im Einsatz waren. In Niedersachsen wurden in den Jahren 1962, 2002 und 2013 im Gegensatz dazu Hochwasser-Medaillen, zur Elbflut 2006 hingegen nur eine Anerkennungsurkunde ausgestellt.